# Kira Kosarin

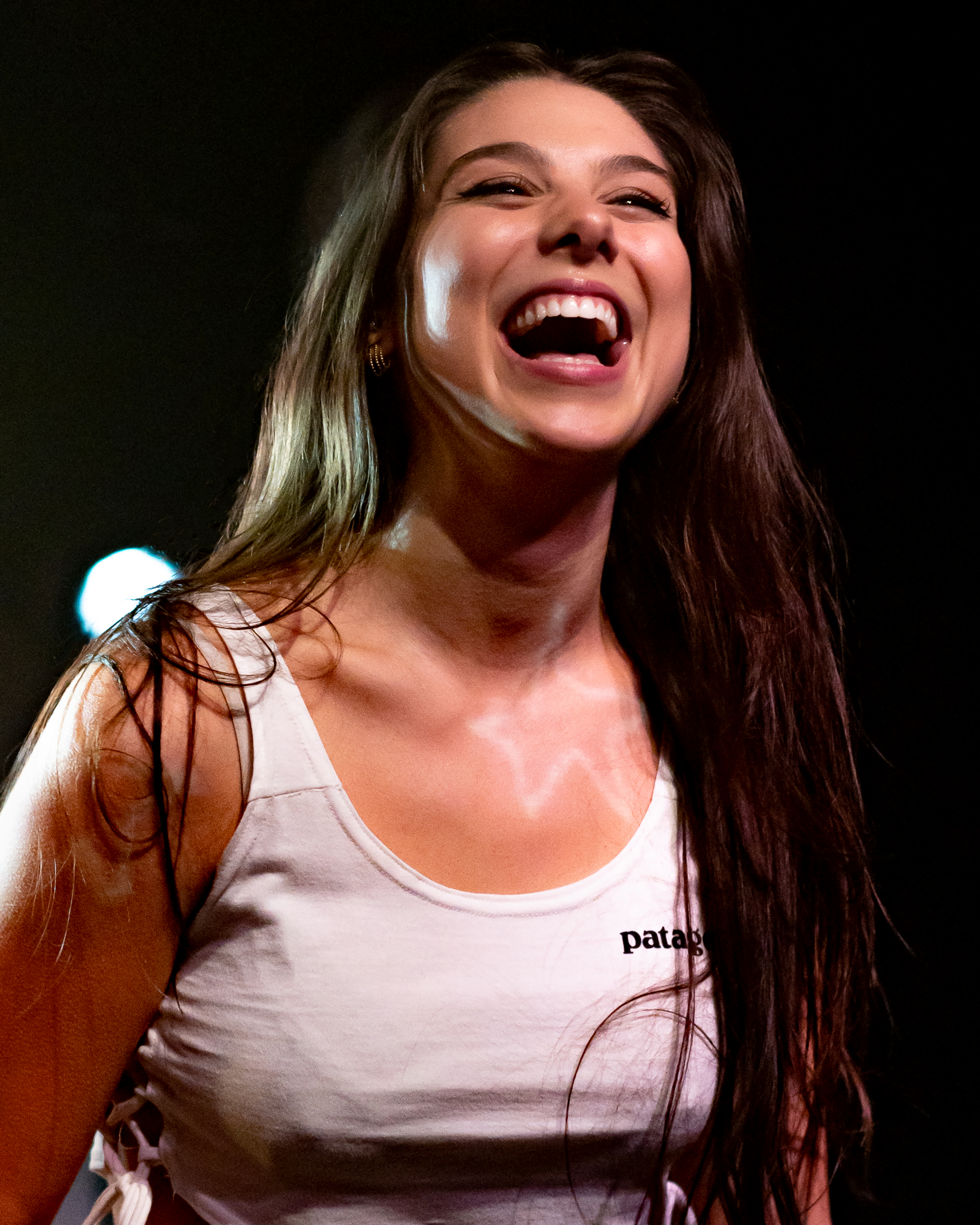
Kira Kosarin (2022)

Kira Nicole Kosarin (* 7. Oktober 1997 in Morristown, New Jersey) ist eine US-amerikanische Schauspielerin und Sängerin. Bekannt wurde sie vor allem durch ihre Rolle als Phoebe Thunderman in der Fernsehserie Die Thundermans (2013–2018).

## Karriere
Kira Kosarin wuchs in Boca Raton auf. Ihre Eltern arbeiten beide am Broadway, weshalb Kosarin schon in frühen Jahren mit dem Tanzen, Singen und Schauspielern in Berührung kam.
Ihre erste Rolle war 2012 in einer Gastrolle von der Disney-Channel-Sitcom Shake It Up – Tanzen ist alles, zuvor wirkte sie 2011 an einigen Kurzfilmen mit. Bekanntheit erlangte sie mit der Rolle der Phoebe Thunderman in der Nickelodeon-Jugendserie Die Thundermans, die von Oktober 2013 bis Mai 2018 auf dem Sender ausgestrahlt wurde.
Ebenfalls im Oktober 2013 veröffentlichte Kosarin ihre erste Single Replay. 2015 war sie bei den Kids Choice Awards als Lieblings-TV Schauspielerin nominiert. Im selben Jahr war sie im Nickelodeon-Film Die Chaos-Kreuzfahrt als eine der Hauptrollen zu sehen. Des Weiteren moderierte sie 2015 auf Nickelodeon eine Folge der Sendung Orange Carpet.

## Filmografie (Auswahl)
- 2012: Shake It Up – Tanzen ist alles (Shake It Up, Fernsehserie, Episode 2x21)
- 2013–2018: Die Thundermans (The Thundermans, Fernsehserie, 103 Episoden)
- 2014: Voll Vergeistert (The Haunted Hathaways, Fernsehserie, Episode 2x10)
- 2015: Die Chaos-Kreuzfahrt (One Crazy Cruise, Fernsehfilm)
- 2016: School of Rock (Fernsehserie, Episode 1x06)
- 2016: Henry Danger (Fernsehserie, Episode 2x17)
- 2017: Nickelodeons Super Sommercamp Special (Nickelodeon’s Sizzling Summer Camp Special, Fernsehfilm)
- 2017–2019: Betch (Fernsehserie, 2 Episoden)
- 2018: Love Daily (Fernsehserie, Episode 1x11)
- 2018: My Dead Ex (Fernsehserie, Episode 1x05)
- 2018: Knight Squad (Fernsehserie, Episode 1x10)
- 2018: All About the Washingtons (Fernsehserie, Episode 1x04)
- 2019: Good Trouble (Fernsehserie, Episode 1x05)
- 2019: Willkommen im Wayne (Welcome to the Wayne Fernsehserie, Episode 2x02, Stimme)
- 2019: Leicht wie eine Feder (Light as a Feather, Fernsehserie, 12 Episoden)
- 2021: Supercool
- 2024: Rückkehr der Thundermans (The Thundermans Return, Fernsehfilm)
- 2024: Die wilden Neunziger (That ’90s Show, Fernsehserie, 3 Folgen)
- seit 2025: Die Thundermans: Undercover (The Thundermans: Undercover, Fernsehserie)

## Diskografie
Album
- 2019: Off Brand

Singles
- 2013: Replay
- 2016: No Wrong Way
- 2017: Raincoat
- 2018: Spy
- 2019: Vinyl
- 2019: Simple
- 2020: FaceTime (EP Songbird)
- 2020: Loving you silently (EP Songbird)
- 2020: Something to Look Forward to (EP Songbird)
- 2020: First love Never Lasts (EP Songbird)
- 2020: December
- 2021: First love Never Lasts (Sleeping Lion remix)
- 2022: Mood Ring
- 2022: parachute (plan b)
- 2022: goodbye & thank u